# کبیرآباد
کبیرآباد ، روستایی از توابع بخش کهریزک شهرستان ری در استان تهران ایران است.
این روستا در نزدیکی روستای تورقوز آباد تهران قرار دارد.

## جمعیت
این روستا در دهستان کهریزک قرار دارد و براساس سرشماری مرکز آمار ایران در سال ۱۳۸۵، جمعیت آن ۳۹۱ نفر (۸۳خانوار) بوده‌است.
مستندی کبیرآباد را میتوانید در لینک زیر مشاهده کنید. 
کاری از : جاویدحبیب زاده
https://www.aparat.com/v/GafDq/%D9%85%D8%B3%D8%AA%D9%86%D8%AF_%DA%A9%D8%A8%DB%8C%D8%B1%D8%A2%D8%A8%D8%A7%D8%AF